# Плосковский сельсовет (Курганская область)
Плосковский сельсовет — упразднённые сельское поселение и соответствующая административно-территориальная единица в Лебяжьевском районе Курганской области Российской Федерации.
Административный центр — село Плоское.

## История
Статус и границы сельского поселения установлены Законом Курганской области от 4 ноября 2004 года № 720 «Об установлении границ муниципального образования Плосковского сельсовета, входящего в состав муниципального образования Лебяжьевского района».
10 декабря 2020 года Плосковский сельсовет упразднён в связи с преобразованием Лебяжьевского муниципального района в муниципальный округ.

## Население
| 1989 | 2002 | 2004 | 2010 | 2012 | 2013 | 2014 |
| ---- | ---- | ---- | ---- | ---- | ---- | ---- |
| 779  | ↘656 | ↘640 | ↘408 | ↘387 | ↘354 | ↘340 |
| 2015 | 2016 | 2017 | 2018 | 2019 | 2020 |      |
| ↘320 | ↘314 | ↘311 | ↘310 | ↘284 | ↘265 |      |

## Состав сельского поселения
| № | Населённый пункт | Тип населённого пункта       | Население |
| - | ---------------- | ---------------------------- | --------- |
| 1 | Белянино         | деревня                      | ↘148      |
| 2 | Копайское 1-ое   | деревня                      | ↘0        |
| 3 | Плоское          | село, административный центр | ↘249      |
| 4 | Слободчики       | деревня                      | ↘11       |